# Куатигуа
Куатигуа (порт. Quatiguá) — муниципалитет в Бразилии, входит в штат Парана. Составная часть мезорегиона Север Пиунейру-Паранаэнси. Входит в экономико-статистический микрорегион Венсеслау-Брас. Население составляет 7463 человека на 2006 год. Занимает площадь 112,689 км². Плотность населения — 66,2 чел./км².

## История
Город основан в 1947 году.

## Статистика
- Валовой внутренний продукт на 2003 год составляет 39 157 545,00 реалов (данные: Бразильский институт географии и статистики).
- Валовой внутренний продукт на душу населения на 2003 год составляет 5489,63 реалов (данные: Бразильский институт географии и статистики).
- Индекс развития человеческого потенциала на 2000 год составляет 0,762 (данные: Программа развития ООН).

## География
Климат местности: субтропический. В соответствии с классификацией Кёппена, климат относится к категории Cfa.